# Isidoro II Xanthopoulos
Isidoro II Xanthopoulos (... – 31 marzo 1462) è stato un arcivescovo ortodosso greco, Patriarca ecumenico di Costantinopoli tra il 1456 e il 1462.
Poco è noto sulla vita e sul patriarcato di Isidoro. Il suo epiteto "Xanthopoulos" deriva dal monastero Xanthopoulon, a Istanbul, in cui entrò, diventando ieromonaco e più tardi suo abate. Isidoro lavorò al fianco di Gennadio II Scolario durante il Concilio di Firenze e fu uno dei firmatari di un documento del 1445 contro l'unione tra le Chiese d'Occidente e Oriente. In questo periodo Isidoro fu riconosciuto come padre spirituale della comunità greca di Istanbul. Immediatamente prima della sua elezione al soglio patriarcale, era il Vescovo metropolitano di Eraclea.
Dopo l'abdicazione di Gennadio Scolario dal trono patriarcale nel gennaio 1456, Isidoro fu eletto per succedergli. Ricevette la conferma della nomina dal sultano Maometto II e fu consacrato patriarca nella Chiesa della Theotokos Pammacaristos.
Il suo regno durò fino alla sua morte il 31 marzo 1462. È disputato dagli storici se gli succedette Gennadio II nel suo secondo mandato, Sofronio I o Josafat I.